# Notícias Ilustrado
O Notícias Ilustrado foi um jornal  publicado  semanalmente pelo  Diário de Notícias entre 1928 e 1935, tendo como diretor o cineasta Leitão de Barros  coadjuvado por António das Neves Carneiro  como editor e Carolina Homem Cristo como diretora gerente.